# 潘复生 (轻金属专家)
潘复生（1962年7月30日—），浙江兰溪人，中国轻金属专家，中国工程院院士，九三学社中央委员。

## 生平
1982年毕业于合肥工业大学化工系，1985年于重庆大学获硕士学位，毕业后留校任教。1991年至1992年在英国牛津大学做访问学者。1993年加入九三学社。1994年于西北工业大学获博士学位。
1998年任重庆市科学技术委员会副主任，2001年7月任九三学社重庆市委副主委，2017年12月任重庆市科学技术协会主席。2018年2月24日，当选为第十三届全国人大代表。
2017年当选为中国工程院院士。

## 奖项和荣誉
曾获国家科技进步二等奖2项，教育部技术发明一等奖2项，省部级科技进步一等奖6项；并荣获“全国杰出专业技术人才”和“全国优秀科技工作者”称号，是“何梁何利奖”和“美国杜邦科技创新奖”获得者。

## 学术兼职
主要学术兼职有：国际标准化组织（ISO）“镁及镁合金技术委员会”主席，《镁合金学报》主编，中国材料研究学会副理事长，中国镁协副会长，日本千叶大学客座科学家，英国玛丽皇后学院访问教授，澳大利亚昆士兰大学荣誉教授，俄罗斯矿业科学院院士，亚太材料科学院院士。同时还是第九届和十一、十二届全国政协委员，第十届全国人大代表。